# Luís Quintais
Luís Fernando Gomes da Silva Quintais, conhecido como Luís Quintais (Luena, Angola, 19 de agosto de 1968) é um antropólogo, ensaísta e poeta português.

## Trajetória
Cresceu e estudou em Lisboa.  Licenciou-se em Antropologia Social no ISCTE. Vive e trabalha em Coimbra, onde é professor no Departamento de Antropologia da Universidade de Coimbra e investiga sobre as interações entre biotecnologias, arte e cognição.
Como antropólogo tem publicado ensaios em diversas revistas da especialidade sobre os envolvimentos sociais e culturais do conhecimento biomédico, em particular sobre a psiquiatria e os seus contextos. Também escreveu ensaios sobre literatura nas vistas Relâmpago e Colóquio-Letras.